# الیور اچ. اسمیت
الیور اچ. اسمیت (به انگلیسی: Oliver H. Smith) سناتور سابق عضو حزب ویگ بود. وی در سال ۱۸۳۷ تا ۱۸۴۳ میلادی سناتور ایالت ایندیانا در سنای ایالات متحده آمریکا بود.